# 國際盲人棒球協會
國際盲人棒球協會（National Beep Baseball Association，縮寫為NBBA）是一個於1975年時創立於美國的非營利組織，以發展與組織地方性、全國性、乃至於國際性的盲人棒球活動。第一屆的NBBA世界盃（World Series）是在1976年9月10日至12日間於明尼蘇達州聖保羅市舉辦，之後活動逐漸擴散至全美各地。

## 國際參與
除了美國本土的球隊外，對於NBBA活動參與最積極的是台灣的盲棒組織。由台灣各球隊組成的台灣紅不讓隊（Taiwan Homerun）於1997年時首度參與在洛杉磯舉辦的賽事，並曾在2004年至2006年間連序三屆奪得年度賽冠軍。除此之外2000年時在台灣台北市舉辦的盲棒世界盃，也是該賽事唯一一次於美國以外的地方進行的紀錄。

## 贊助組織
國際盲棒協會的成立與世界盃比賽的舉辦，與成立於1911年的電信先驅者（Telecom Pioneers，或直接稱呼為The Pioneers）組織擁有非常深厚的淵源。該組織最初是由包括電話發明者亞歷山大·貝爾在內、734位電信業從業人員所組成，原本是為了同業交誼目的所成立的此組織之後逐漸轉換為以社區公益為目標的全國性志工網路。1964年時該組織的會員查爾斯·費爾班克（Charles Fairbanks）利用其專業技術發明了內置有可充電蜂鳴裝置的壘球，成為之後盲人棒球所使用的主要活動裝備。目前盲人棒球活動所使用的特製棒球，仍然是由電信先驅者的贊助廠商、美國電信公司Qwest製造供應。

## 外部連結
- 國際盲人棒球協會官方網站 （页面存档备份，存于）（英文）